# 寺家新屋敷館
寺家新屋敷館（じけあらやしきやかた）、または寺家新屋敷古館（じけあらやしきふるやかた）は、富山県南砺市やかた231ほかにあった日本の城（城館）。田中氏第・寺家新屋敷城ともいう。「寺家新屋敷古館跡（じけあらやしきふるやかたあと）」として1962年（昭和37年）7月24日付けで南砺市指定史跡。とやま城郭カードNo.90。

## 規模
ほぼ正方形の曲輪を持つ平城。規模は南北62メートル×東西80メートル。曲輪の周りには高さ3メートル程度の土塁を巡らせてあり、その四方を幅約5メートル×深さ約2.5メートルの堀で囲っていた。庄ノ城の出城とされている。

## 歴史
南北朝期に南朝方の有力者として活躍した越中国守護・桃井直常の家臣であった田中貞行が拠っていたという。またその後に彼の縁者と思われる田中太郎兵衛なる者が拠っていたともいう。その後寺家新屋敷館の名前が史料に登場する事は無いが、近年の発掘調査では江戸時代初期辺りまで使用されていた形跡がある事が判明している。

## 現在
曲輪があった場所は神明社の境内となっている。神明社の北側には土塁が残っており、東側にもその痕跡が見られるが、堀があった場所は耕地されておりその面影は無い。石碑、案内板が建てられている。